# Alex Oxlade-Chamberlain
Alexander „Alex“ Mark David Oxlade-Chamberlain [ˌɒksleɪd ˈtʃeɪmbəlɪn] (* 15. August 1993 in Portsmouth) ist ein englischer Fußballspieler, der zuletzt beim Premier-League-Team FC Liverpool für sechs Jahre unter Vertrag stand und im Sommer 2023 zu Beşiktaş Istanbul wechselte.

## Karriere

### Verein
Der bereits seit seinem siebten Lebensjahr in der eigenen Jugendakademie spielende Oxlade-Chamberlain debütierte am 2. März 2010 mit 16 Jahren für die Profimannschaft des FC Southampton. Gegner in der Drittligapartie war Huddersfield Town, die mit 5:0 bezwungen wurden. Insgesamt bestritt er zwei Ligaspiele in der Saison 2009/10. Wegen eines Abzugs von zehn Punkten verfehlte Southampton die Play-off-Ränge und damit den Aufstieg in die Football League Championship.
Zu Beginn der Saison 2010/11 gelang ihm in der ersten Runde des League Cup 2010/11 gegen den AFC Bournemouth sein erster Treffer im Profibereich. Am 20. August 2010 unterzeichnete der 17-jährige einen Dreijahresvertrag in Southampton. Im Verlauf der Saison erspielte sich Oxlade-Chamberlain (34 Spiele/10 Tore) einen Platz in der Stammformation und wurde als Auszeichnung für seine guten Leistungen ins PFA Team of the Year der League One gewählt. Der FC Southampton beendete die Football League One 2010/11 als Vizemeister hinter Brighton & Hove Albion und erreichte damit den Aufstieg in die zweite Liga.
Zur Saison 2011/12 wechselte Oxlade-Chamberlain im Alter von 17 Jahren zum FC Arsenal. Nach sechs Jahren schloss er sich im August 2017 dem Ligakonkurrenten FC Liverpool an. Im Dezember 2019 konnte Oxlade-Chamberlain mit Liverpool die FIFA-Klub-Weltmeisterschaft 2019 gegen Flamengo Rio de Janeiro mit 1:0 nach Verlängerung gewinnen.
Im August 2023 wechselte er in die Türkei zu Beşiktaş Istanbul.

### Nationalmannschaft
Nachdem er bereits für die U-18 und U-19-Auswahlmannschaften agiert hatte, wurde Oxlade-Chamberlain am 2. Februar 2011 erstmals von Stuart Pearce in den Kader der U-21-Nationalmannschaft im Spiel gegen Italien berufen. Durch seine Einwechslung in der 60. Minute für Henri Lansbury feierte er sein Debüt, das nach einem Treffer von Federico Macheda mit 0:1 verloren ging. Im Mai 2012 wurde Oxlade-Chamberlain von Roy Hodgson in den Kader der englischen Nationalmannschaft für die Europameisterschaft 2012 berufen und kam im Vorbereitungsspiel gegen Norwegen zu seinem ersten Länderspieleinsatz.

## Titel
International
- Champions-League-Sieger: 2019
- Klub-Weltmeister: 2019
- UEFA-Super-Cup-Sieger: 2019

England
- Meister: 2020
- Pokalsieger: 2014, 2015, 2017, 2022
- Ligapokalsieger: 2022
- Supercupsieger: 2014, 2015, 2017

## Privates
Er ist mit der Sängerin Perrie Louise Edwards liiert. Im August 2021 wurde er Vater.